# John Hancock
John Hancock (Braintree, 23 de janeiro de 1737 – Boston, 8 de outubro de 1793) foi um comerciante, estadista e proeminente na Revolução Americana . Ele serviu como presidente do Segundo Congresso Continental e foi o primeiro e terceiro governador da Comunidade de Massachusetts. Ele é lembrado por sua assinatura grande e estilosa na Declaração de Independência dos Estados Unidos. Ele também assinou os Artigos da Confederação e usou sua influência para garantir que Massachusetts ratificasse a Constituição dos Estados Unidos em 1788.
Antes da Revolução Americana, Hancock era um dos homens mais ricos das Treze Colônias, tendo herdado de seu tio um lucrativo negócio mercantil. Ele começou sua carreira política em Boston como protegido de Samuel Adams, um influente político local, embora os dois homens tenham se afastado mais tarde. Hancock usou sua riqueza para apoiar a causa colonial à medida que as tensões aumentavam entre os colonos e a Grã-Bretanha na década de 1760. Ele se tornou muito popular em Massachusetts, especialmente depois que as autoridades britânicas apreenderam seu saveiro Liberty em 1768 e o acusou de contrabando. Essas acusações acabaram sendo retiradas; ele costuma ser descrito como um contrabandista em relatos históricos, mas a precisão dessa caracterização é questionada.

## Juventude

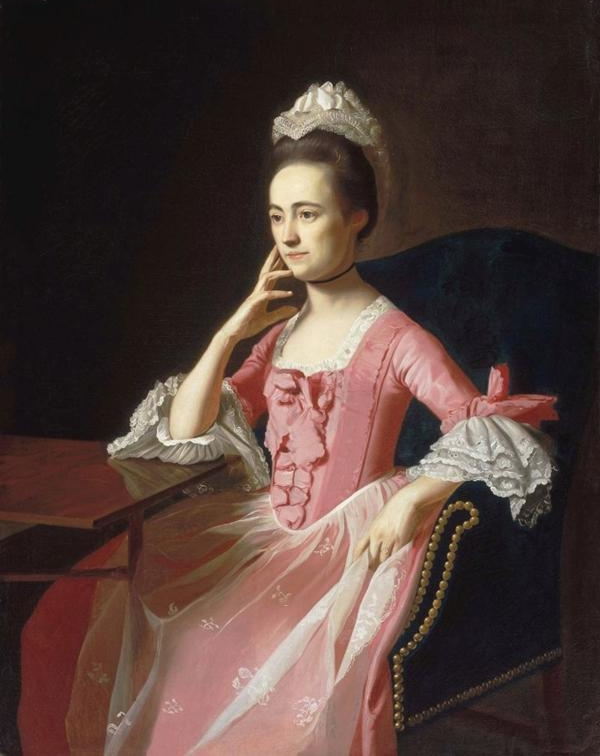
Retrato de Dorothy Quincy (1747-1830).

John Hancock nasceu em Braintree , Massachusetts , filho do reverendo John Hancock e Maria Hawke. Os Hancocks moravam em uma parte da cidade que acabou se tornando a cidade de Quincy, Massachusetts e onde John teria John Adams como amigo de infância . Em 1742 , seu pai morreu e John foi adotado por seu tio paterno, Thomas Hancock, que não tinha filhos e era um comerciante de grande sucesso baseado em Boston.
Depois de estudar na Boston Latin School em 1750 , ele se matriculou na Harvard University , graduando - se em 1754 . Depois de passar pela Universidade, ele começou a trabalhar para seu tio. De 1760 a 1761 , viveu na Inglaterra dedicando-se a expandir o negócio de construção naval da família. Em janeiro de 1763, seu tio o tornou sócio pleno, assumindo as rédeas do negócio devido a sua doença . Em agosto de 1764, com a morte de seu tio, ele herdou totalmente o negócio e se tornou um dos homens mais ricos dos Estados Unidos.

## Congresso Continental

Pintura de John Trumbull retratando a Declaração de Independência dos Estados Unidos, com Hancock sentado ao fundo à direita.

Em 24 de maio de 1775, foi eleito presidente do Segundo Congresso Continental, sucedendo Peyton Randolph, após Henry Middleton ter recusado o cargo. No exercício de seu cargo, viveu alguns dos dias mais sombrios da Guerra da Independência, incluindo as derrotas do general Washington em Nova York e Nova Jersey, bem como a ocupação da Filadélfia pela Grã-Bretanha. Durante sua presidência, em 4 de julho de 1776, foi aprovada a Declaração de Independência. Ele renunciou ao cargo em 30 de outubro de 1777. Quando o Congresso votou um agradecimento por seus serviços, os outros delegados de Massachusetts votaram contra a resolução, sendo seu sucessor Henry Laurens.

### Assinatura
Hancock também é conhecido por assinar sua assinatura como presidente do Segundo Congresso Continental sobre a Declaração de Independência, de modo que nos Estados Unidos, "John Hancock" se tornou sinônimo de assinatura.

## Retorno a Massachusetts
Em janeiro de 1776, foi nomeado comandante-em-chefe e general da milícia de Massachusetts . Em julho de 1778, ele liderou 6 000 milicianos em um ataque malsucedido aos britânicos em Newport, Rhode Island. De 1780 a 1785 foi governador de Massachusetts, com Thomas Cushing como vice-governador. Em 16 de junho de 1785, foi eleito para a Assembleia do Congresso dos Estados Unidos.